# بوروريسو

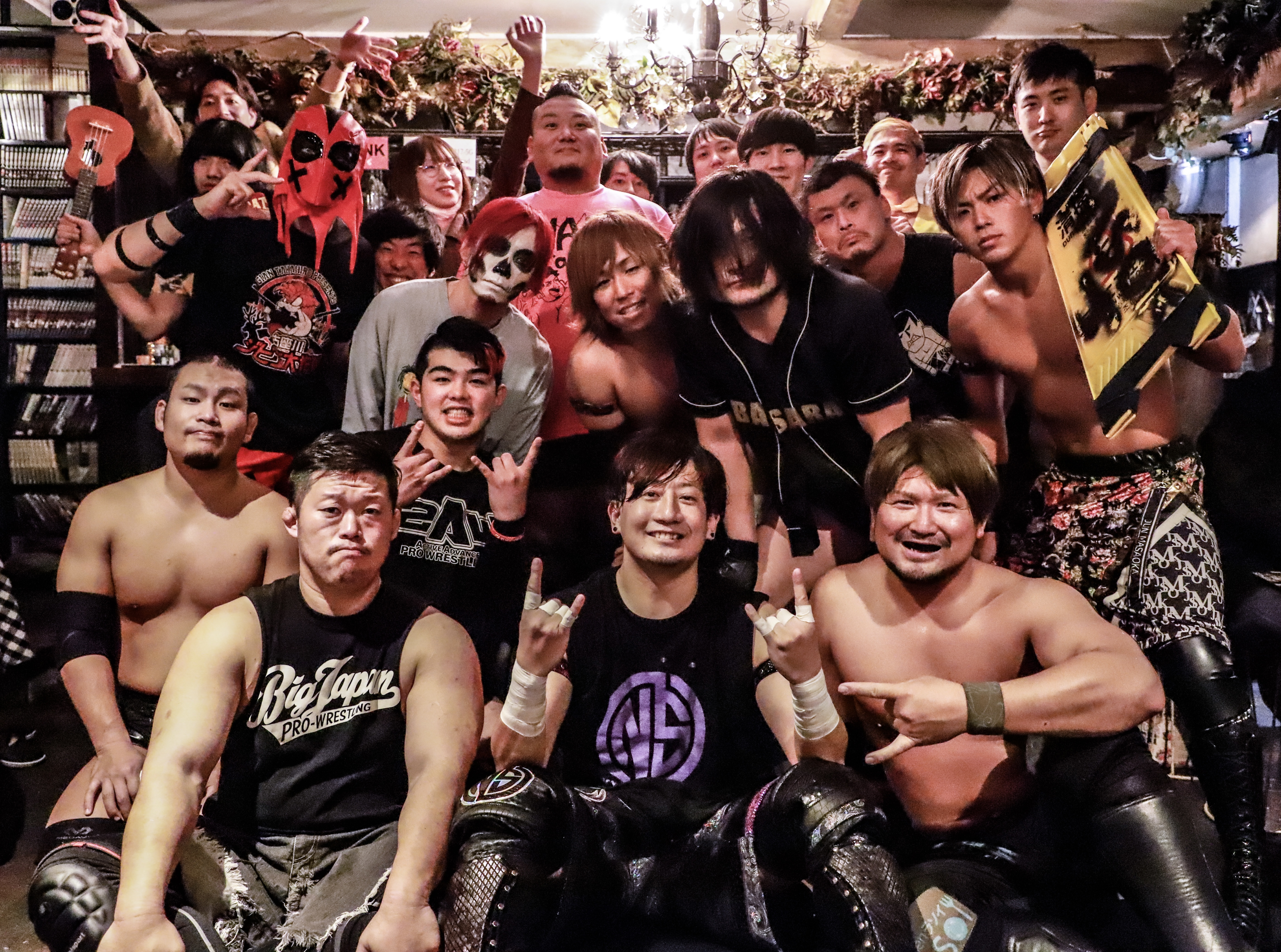
2022.11.07 حفلة الوحش #05

بوروريسو (باليابانية: プロレス) هو النمط السائد للمصارعة المحترفة الذي تطور في اليابان.

## وصلات خارجية
- PuroresuCentral.com
- Marcus' Puro
- PuroLove.com (in German)
- BAHU's FMW World
- Monthly Puroresu